# 13109 Berzelius
För andra betydelser, se Berzelius (olika betydelser).
13109 Berzelius eller 1993 JB1 är en asteroid i huvudbältet som upptäcktes den 14 maj 1993 av den belgiske astronomen Eric W. Elst vid La Silla-observatoriet. Den är uppkallad efter den svenske kemisten Jöns Jacob Berzelius.
Asteroiden har en diameter på ungefär 8 kilometer.